# (22433) 1996 GC2
1996 جي سي 2 (ويعرف أيضًا باسم (22433) 1996 جي سي 2 وفق تسمية الكوكب الصغير) (بالإنجليزية: 1996 GC2)‏ هو كويكب ضمن حزام الكويكبات؛ وترتيبه 22433 من حيث الاكتشاف.
اكتُشف هذا الجُرم الفلكي بواسطة Satoru Otomo ‏ في 9 أبريل 1996.

## وصلات خارجية
- (22433) 1996 GC2 في قاعدة بيانات مختبر الدفع النفاث لأجرام النظام الشمسي الصغيرة

- الاكتشاف · مخطط المدار ·  العناصر المدارية · المعلمات المادية

- (22433) 1996 GC2 على موقع ويكي سكاي: DSS2, SDSS, GALEX, IRAS, Hydrogen α, X-Ray, Astrophoto, Sky Map, Articles and images